# Grand Monsieur (album)
Ne doit pas être confondu avec Grand Monsieur.
Albums de Rohff
Surnaturel
(2018) Fitna
(2024)
Singles
1. Sécurisé (feat. Dadju)
Sortie : 24 décembre 2020
2. Enemy
Sortie : 10 octobre 2021
3. Legend (feat. Jul)
Sortie : 25 novembre 2021
4. Official (feat. Tayc)
Sortie : 8 décembre 2021
5. Antibiotique  (feat. Naps)
Sortie : 8 décembre 2021
6. GM10
Sortie : 13 décembre 2021
7. Valeur inversée
Sortie : 16 février 2022
8. Génération ROH2F
Sortie : 2 décembre 2022

Grand Monsieur est le dixième album studio du rappeur français Rohff, sorti le 10 décembre 2021.
C'est son 5e double album après La Fierté des nôtres, Au-delà de mes limites, P.D.R.G. et Surnaturel.

## Genèse
Deux ans après son dernier album Surnaturel, Rohff dévoile le titre Sécurisé avec Dadju se classant à la 40ème place du Top Singles.
Le 10 octobre 2021, il dévoile Enemy extrait de la Saison 2 de la B.O de la série Validé. Le 27 octobre, son clip est dévoilé, à la fin du clip il annonce son 10e album.
Le 29 octobre 2021, une fausse tracklist fuite sur les réseaux sociaux, Rohff réagit avec un post Instagram en confirmant que la tracklist est fausse.
Le 8 novembre 2021, la vraie tracklist de l'album est dévoilée, elle contient 26 titres ainsi que des featurings avec Jul, Imen Es, Tayc, Goulam, Gué Pequeno, Gims, Naps et Dadju,.
Le 25 novembre 2021, il sort le titre Legend en featuring avec Jul accompagné d'un clip.
Le 16 février 2022 sort le clip de Valeur inversée,. Le 23 mars 2022, le clip de Official en collaboration avec Tayc est dévoilé.
Le 2 décembre 2022 est dévoilé le clip de Génération ROH2F rendant hommage à son concert à l'Accor Arena. 

## Promotion
Le premier extrait de l'album s'intitule Sécurisé en featuring avec Dadju et sort le 24 décembre 2020. Le second extrait de l'album Enemy sort le 10 octobre 2021. Le troisième extrait de l'album se nomme Legend en featuring avec Jul et sort le 25 novembre 2021.

## Accueil commercial
L'album s'est vendu à 13 123 exemplaires en première semaine, 6 495 en physique, 874 en téléchargement et 5 754 en streaming. Au début de 2022, l'album cumule un peu plus de 30 000 ventes.

## Clips vidéo
- Sécurisé (feat. Dadju) [Clip Officiel]
- Enemy [Clip Officiel]
- Legend (feat. Jul) [Clip Officiel]
- GM10 [Clip Officiel]
- Valeur inversée [Clip Officiel]
- Official (feat. Tayc) [Clip Officiel]
- Génération ROH2F [Clip Officiel]

## Liste des titres
| 1.  | GM10                            | Rohff          | Prodweiller              | 2:45 |
| 2.  | Classic Man                     | Rohff          | Franco III               | 2:50 |
| 3.  | Legend (feat. Jul)              | Rohff, Jul     | Raiden Beats, Keno Beats | 3:09 |
| 4.  | Hall of Fame                    | Rohff          | BXL Beat                 | 3:21 |
| 5.  | Trop d'histoires                | Rohff          | Willy Bank               | 4:03 |
| 6.  | Chacun son heure                | Rohff          | Slam                     | 4:18 |
| 7.  | Apaise ton cœur (feat. Imen Es) | Rohff, Imen Es | Franco III               | 3:31 |
| 8.  | Fake Love                       | Rohff          | Franco III               | 3:12 |
| 9.  | Official (feat. Tayc)           | Rohff, Tayc    | Franco III               | 3:04 |
| 10. | Tout passe                      | Rohff          | BXL Beat                 | 2:48 |
| 11. | Ne me juge pas                  | Rohff          | BXL Beat                 | 3:27 |
| 12. | Raisonner                       | Rohff          | Raiden Beats             | 3:35 |
| 13. | ComoReine (feat. Goulam)        | Rohff, Goulam  | BDR Prod                 | 3:44 |

| 14. | Génération ROH2F            | Rohff              | Gee Futuristic                                        | 3:06 |
| 15. | Mortier (feat. Gué Pequeno) | Rohff, Gué Pequeno | CharliePressPlay                                      | 3:22 |
| 16. | Flemme                      | Rohff              | Blastar                                               | 2:55 |
| 17. | L'Expérience (feat. Gims)   | Rohff, Gims        | Gims, Franco III                                      | 3:22 |
| 18. | Antibiotique (feat. Naps)   | Rohff, Naps        | Raiden Beats                                          | 3:17 |
| 19. | Poésie du Uzi               | Rohff              | Raiden Beats, Keno Beats                              | 3:05 |
| 20. | Sécurisé (feat. Dadju)      | Rohff, Dadju       | BuJaa Beats                                           | 3:36 |
| 21. | Ça bouge pas                | Rohff              | Raiden Beats, Gee Futuristic                          | 3:26 |
| 22. | Enemy                       | Rohff              | Keno Beats, Raiden Beats                              | 2:50 |
| 23. | WessWess                    | Rohff              | Raiden Beats                                          | 3:27 |
| 24. | Mandat de dépôt             | Rohff              | BDR Prod                                              | 3:23 |
| 25. | Valeur inversée             | Rohff              | BDR Prod, Kheir Eldine Hori, Peter Gundry, Oni Koudjo | 5:26 |
| 26. | Le bilan                    | Rohff              | Raiden Beats                                          | 2:58 |

## Classements

### Classements hebdomadaires
| Classements (2021-2022)      | Meilleure position |
| ---------------------------- | ------------------ |
| France (SNEP)                | 11                 |
| Belgique (Wallonie Ultratop) | 28                 |
| Suisse (Schweizer Hitparade) | 60                 |
| Suisse (Charts Romandie)     | 17                 |